# نوومریاسوو
نوومریاسوو (انگلیسی: Novomryasovo) یک شهرک در شهرستان داولکانوفسکی در استان باشقیرستان کشور روسیه است.